# La bohème (Leoncavallo)

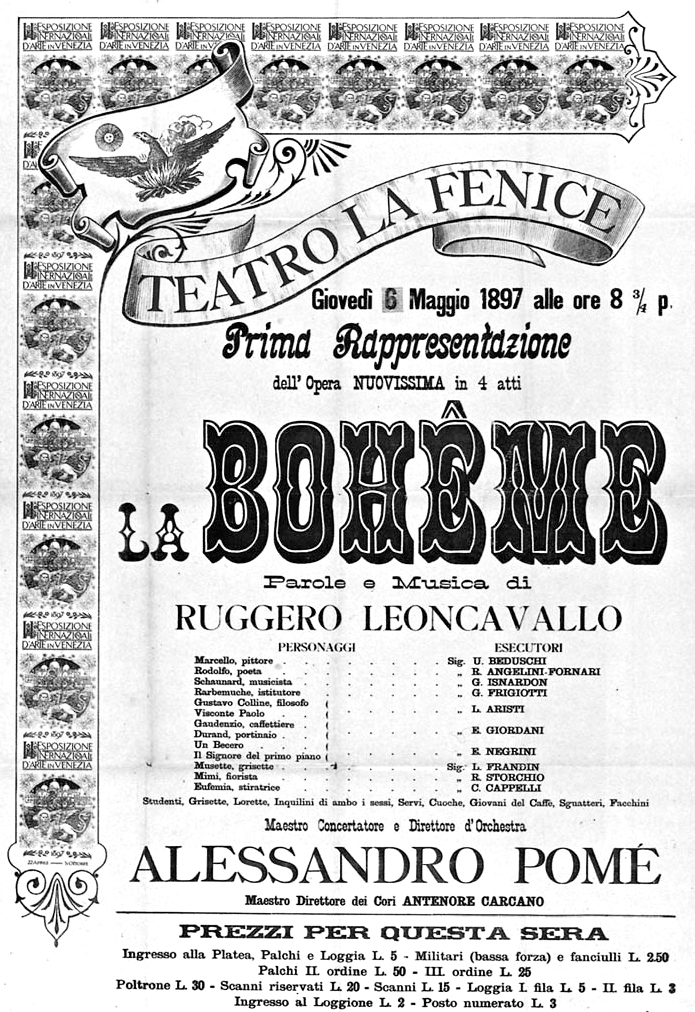
Affisch inför urpremiären av La bohème.

La bohème är en italiensk opera i fyra akter med musik av Ruggero Leoncavallo. Librettot skrevs av tonsättaren efter Scènes de la vie de bohème av Henri Murger (1849).

## Historia
Leoncavallos behandling av Bohème-temat har mer eller mindre helt fallit i skuggan av Puccinis mer kända opera på samma tema. Puccinis version har alltsedan premiären tillhört operavärldens standardrepertoar, medan Leoncavallos opera sällan framförs. Ett exempel på detta är att Leoncavallos version inte fick brittisk premiär förrän i maj 1970. Både Leoncavallos och Puccinis opera över Murgers roman skrevs under samma år, 1893. Leoncavallo ansåg sig ha ensamrätt till ämnet men Puccini kom först i februari 1896. Leoncavallos opera hade premiär först den 6 maj 1897 på Teatro la Fenice i Venedig och gjorde stor succé men utkonkurrerades på några år av Puccinis mästerverk. Leoncavallo arbetade om den 1913 under titeln Mimì Pinson, scene della vita di bohème men den uppnådde aldrig samma popularitet. Svensk premiär den 16 juli 1984 på Ystadoperan.

## Personer
- Schaunard, musiker (baryton)
- Marcello, målare (tenor)
- Rodolfo, poet (baryton)
- Mimì (sopran)
- Musette (mezzosopran)
- Gaudenzio (tenor)
- Loafer (tenor)
- Colline, filosof (bas)
- Euphémie (mezzosopran)
- Barbemuche (bas)
- Durand (tenor)
- Studenter, arbetare, stadsfolk, handlare, nasare, soldater, kypare, män och kvinnor (kör)

## Handling
De fyra vännerna Rodolphe, Marcel, Colline och Schaunard firar julafton tillsammans med väninnorna Mimì, Musette och Euphémie. De kan inte betala notan men till deras överraskning betalas den av en välvillig person. Bohemerna lever i fattigdom och när den rike Paul föreslår Mimì att hon skall flytta till honom lämnar hon Rodolphe och även Musett lämnar Marcel för att komma ut ur armodet. Så småningom vill Mimì återvända till Rodolphe men han avvisar henne. Först när hon nästa julafton kommer till hans vindslya där han firar jul med vännerna och Musette, som har gått tillbaka till Marcel, förbarmar han sig över henne, men det är för sent och hon dör i hans armar.